# Cineon
Cineon était le premier système informatique conçu par Kodak pour la production intermédiaire numérique de film. Il incluait un scanner, un lecteur de bande, une station de travail avec un logiciel de compositing numerique, et un enregistreur de film. Le système est sorti en 1993 et a été abandonné en 1997. C'était une solution de bout en bout pour la production numérique de film 2K et 4K, le système était en avance sur son temps.
Bien que le logiciel de compositing lui-même ne soit plus vendu, le format de fichier qu'il a défini pour stocker les images continue à exister et est couramment utilisé dans le monde des effets speciaux pour le cinema.